# فوتوریست (آلبوم رابرت داونی جونیور)
فوتوریست آلبومی از هنرپیشه اهل ایالات متحده آمریکا رابرت داونی جونیور است که در ۲۳ نوامبر ۲۰۰۴ میلادی منتشر شد.
این آلبوم در چارت تاپ هیت‌سیکرز در رتبه اول قرار گرفت.